# 大月秀幸
大月 秀幸（おおつき ひでゆき、1957年11月23日 - ）は、日本の俳優。東京都出身。身長166cm。体重65kg。血液型はA型。法政大学卒。夢工房所属。

## 出演

### 映画
- 上海バンスキング（1988年） - 宮下
- 快盗ルビイ（1988年） - 銀行員
- ゼロの焦点（2009年）
- 踊る大捜査線 THE MOVIE3 ヤツらを解放せよ!（2010年）
- しゃったぁず・4（2010年） - 石沢喜一
- ごくつま刑事（2010年）
- 小川の辺（2011年）
- 聯合艦隊司令長官 山本五十六（2011年） - 魚屋
- ALWAYS 三丁目の夕日'64（2012年）
- ああ…閣議（2013年）- 小津英樹外務大臣
- モルエラニの霧の中（2021年）

### テレビドラマ
- 相棒
  - 相棒 Season 5 第18話「殺人の資格」（2007年2月28日）- アパートの大家
  - 相棒 Season 8 第13話「マジック」（2010年1月27日）- 東都リサーチ 所長・新井俊輔
  - 相棒 Season 10 第6話「ラスト・ソング」（2011年11月23日）- 「森脇孝介（真那胡敬二）カルテット」のドラマー
- Answer〜警視庁検証捜査官 - 吉崎史郎
- 遺留捜査 第1シリーズ - 真鍋事務局長
- Oh,My Dad!! - 調停委員
- オトコマエ!（2008年） ‐ 巳代治
- 警視庁・捜査一課長 - 林田課長
- 検事・沢木正夫3
- 終着駅の牛尾刑事VS事件記者・冴子15 - 井上正敏
- 人類学者・岬久美子の殺人鑑定2
- その男、副署長 - 梶原勇刑事
- 太閤記〜天下を獲った男・秀吉 - 市蔵
- たったひとりの反乱
- Wの悲劇
- だましゑ歌麿 第2作
- 誰も守れない
- 水戸黄門 第38部 - 南斗屋久右衛門
- 刑事7人
  - SEASON3 第5話（2017年） - 馬場研治
  - SEASON8 第6話（2022年） - 小料理屋「夕美」の客

### Vシネマ
- 仮面ライダーエターナル（2011年） - チョウさん
- 極潰し（2014年） - 湘和製作所作業員
- 新宿黒社会 新宿やくざVSチャイニーズマフィア（2015年） - ウエさん(刑事)
- 日本統一33（2019年） - 民衆党代議士 石田茂雄
- 権力の階段 総理への道（2020年） - テレビコメンテーター
- 極道の紋章 レジェンド7（2022年） - トミタ自動車 部長 渥美

### 舞台
- 上海バンスキング（1994年）
- 魔法の笛（2001年）
- 憑神（2007年）
- オペラ魔法の笛
- クスコ
- コーカサス白墨の輪
- 佐倉義民傳
- 三人吉三
- 白墨の輪
- スカパン
- セツアンの善人
- 東海道四谷怪談
- 夏祭り浪花鑑
- ブルーエンジェル
- 魔界転生
- マクベス
- モモ
- モモタロウ
- 幽霊はここにいる
- 湯けむり仲居純情日記
- ユヴェ王
- リンゴの木の下で

### CM
- 西酒造 - 杜氏
- ベストブライダル - 新郎の父
- モバゲー - シェフ